# Laurent Lokoli
Laurent Lokoli, né le 18 octobre 1994 à Bastia, est un joueur de tennis français, professionnel depuis 2012.

## Carrière

### Enfance, jeunesse et débuts
Laurent Lokoli est le fils du joueur de football Dominique Lokoli et d'une mère prénommée Isabelle enseignante et douée en athlétisme,. Il grandit à Moriani-Plage en Corse.
Durant son enfance, Lokoli s'adonne au football et au tennis, puis se concentre sur ce dernier car il l'« animait plus » que le sport de son père,.
À l'âge de 12 ans, il quitte sa Corse natale pour rejoindre le pôle France de Boulouris de Saint-Raphaël où l'adolescent évolue pendant quatre ans,,.
En 2008, il est sacré champion de France des 14 ans ainsi que champion d'Europe par équipes. Durant cette même année, un événement tragique survient avec le décès de sa soeur aînée dans un accident de voiture,.
En 2010, le français remporte l'Orange Bowl cadets de Miami en battant en finale Lucas Pouille. Il est ensuite sacré champion de France des 15-16 ans,. Le joueur est alors un des espoirs du tennis français, et intègre l'INSEP,. En 2012, il s'adjuge le tournoi ITF Junior de Santa Croce et parvient au 21e rang mondial.

### Débuts chez les professionnels
En 2013, Laurent Lokoli remporte son premier tournoi chez les professionnels en s'adjugeant le Futures d'Innsbruck. À l'été, Lokoli joue pendant plusieurs jours le rôle de sparring-partner auprès de Novak Djokovic,. En septembre, il est demi-finaliste du Challenger de Meknès.

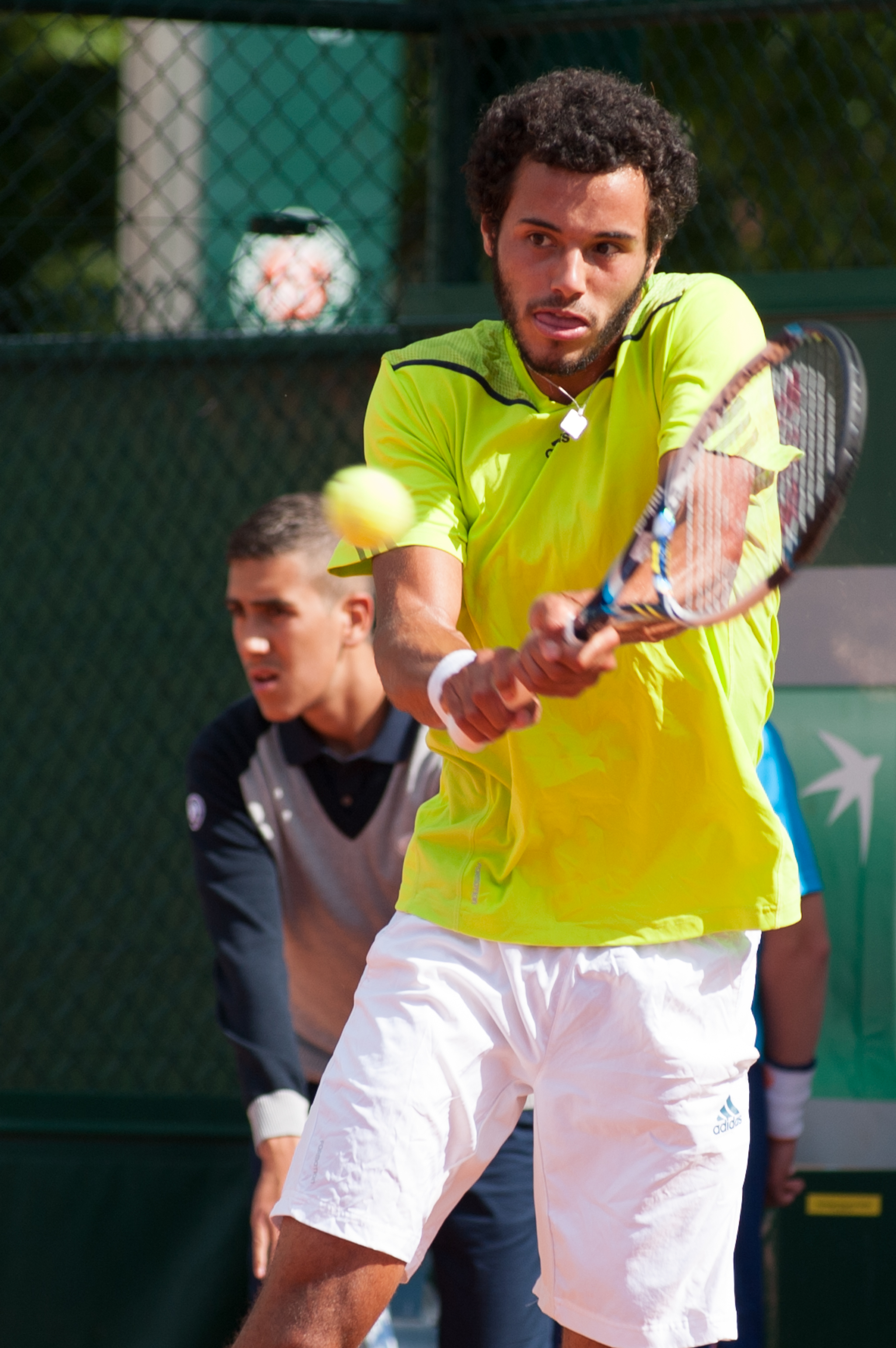
Lokoli durant les qualifications de Roland-Garros 2014.

En 2014, entrainé par Thierry Tulasne, il bénéficie d'une invitation pour les qualifications de Roland-Garros (en). Bien que classé 406e mondial, il remporte ses trois matchs dont un contre Evgeny Donskoy, parvenant ainsi à rejoindre le tableau final. Affrontant au 1er tour Steve Johnson, il mène deux sets à zéro avant de se faire rattraper puis de s'incliner le lendemain à l'issue du 5e set,. Durant ses matchs du tournoi, le jeune homme se distingue par son goût du show,, célébrant vivement ses points remportés avec le public, partageant aussi une danse sur le Central avec Gaël Monfils,, faisant ainsi l'objet d'une médiatisation soudaine, et faisant dire à Libération qu'il est « un excellent attrape-sponsors ». Il décroche ensuite son unique titre en Challenger à Blois en double avec Tristan Lamasine. En septembre, il fait sa première apparition au niveau ATP à Metz sur invitation.
En 2015, le joueur murianincu s'extirpe des qualifications de l'Open d'Australie, s'invitant dans le tableau final d'un Grand Chelem pour la deuxième fois de sa carrière,, et s'inclinant de nouveau au 1er tour ensuite. Néanmoins, la suite de son année est gâchée par de multiples blessures, notamment au poignet gauche qui le contraint à renoncer à Roland-Garros.

### Blessures à répétition et arrêt du tennis
De retour sur les courts en 2016, Laurent Lokoli dispute principalement des tournois Challengers et Futures. À Roland-Garros, il s'incline au 2e tour des qualifications. Le joueur souffre à nouveau de pépins physiques durant cette année.
En 2017, le droitier bénéficie d'une invitation pour Roland-Garros, où il s'incline au 1er tour en se faisant remarquer par son refus de serrer la main de son adversaire Martin Kližan. Affecté par cette polémique, il quitte les structures de la FFT puis tente sans succès de s'établir en Corse. À la suite de cet échec, Lokoli se dirige vers l'académie WGTA à Barcelone,.
En 2019, il retrouve un bon niveau, remportant des tournois Future en Sardaigne, au Pays Basque et à Ajaccio, le faisant passer de la 663e place à la 350e au classement ATP. À la suite de l'interruption des compétitions durant la pandémie de Covid-19, Lokoli met en pause sa carrière pour se consacrer au coaching, entraînant par exemple Lisandru Rodriguez, un jeune corse,.

### Reprise du tennis et résultats convaincants

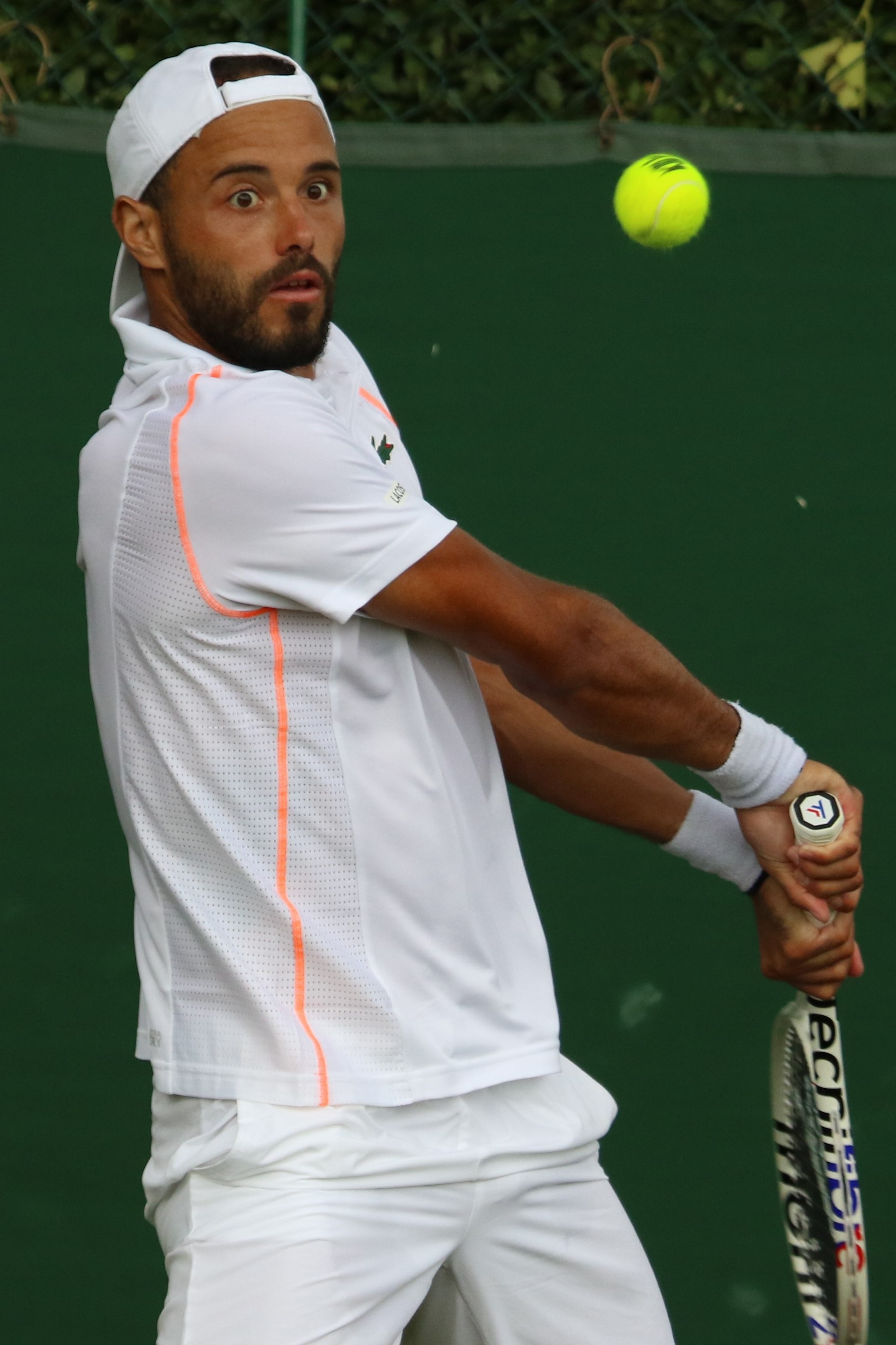
Lokoli durant les qualifications de Wimbledon 2023.

En fin d'année 2020, il s'oriente vers le Cercle Sportif de Marseille, quittant ainsi l'académie WGTA, pour y reprendre ses entraînements sous l'égide de son nouvel entraîneur Lionel Zimbler,,.
En 2022, Lokoli réalise sa meilleure saison, totalisant cinq titres ITF en Tunisie, au Portugal, en Italie et en Macédoine. Au niveau Challenger, il est demi-finaliste à Tampere et deux fois quart de finaliste. Ces victoires lui permettent de disputer les qualifications de l'US Open.
Début 2023, après une finale perdue au Challenger de Nouméa, il dispute les qualifications de l'Open d'Australie, cette fois-ci avec succès puisqu'il parvient à rejoindre le grand tableau du tournoi. Le corse s'incline ensuite au 1er tour malgré une balle de match (4-6, 2-6, 7-67, 6-4, 6-2). Le mois suivant, il atteint son meilleur classement à l'ATP, pointant à la 167e place, et se qualifie pour la première fois de sa carrière dans le tableau principal d'un tournoi ATP 250 en sortant des qualifications à Marseille où il est battu par Richard Gasquet. En mai, Lokoli est battu au troisième tour des qualifications de Roland-Garros. À l’été, il décroche son premier grand tableau à Wimbledon. Une nouvelle fois, Lokoli est ensuite éliminé au 1er tour, vaincu par Casper Ruud.
En 2024, il prend part in extremis aux qualifications de l'Open d'Australie,, où il est contraint à l'abandon dès son premier match, victime de crampes. Le français profite de l'exposition liée à sa participation pour pointer la précarité des joueurs classés au-delà du Top 100 ainsi que le manque de soutien de la FFT. En 2024 aussi, il est désormais entraîné à Aix-en-Provence par Jonathan Kanar.

## Parcours dans les tournois duGrand Chelem

### En simple
| Année | Open d'Australie | Open d'Australie | Internationaux de France | Internationaux de France | Wimbledon       | Wimbledon   | US Open | US Open         |
| ----- | ---------------- | ---------------- | ------------------------ | ------------------------ | --------------- | ----------- | ------- | --------------- |
| 2014  | —                | —                | 1er tour (1/64)          | Steve Johnson            | —               | —           | —       | —               |
| 2015  | 1er tour (1/64)  | A. Haider-Maurer | —                        | —                        | —               | —           | —       | —               |
| 2016  | —                | —                | Q2                       | A. Nedovyesov            | —               | —           | —       | —               |
| 2017  | —                | —                | 1er tour (1/64)          | Martin Kližan            | —               | —           | —       | —               |
| 2022  | —                | —                | Q1                       | A. Ritschard             | —               | —           | Q1      | Dalibor Svrcina |
| 2023  | 1er tour (1/64)  | Michael Mmoh     | Q3                       | Flavio Cobolli           | 1er tour (1/64) | Casper Ruud | Q1      | Tomáš Macháč    |
| 2024  | Q1               | Federico Gaio    | —                        | —                        | —               | —           | —       | —               |

N.B. : à droite du résultat se trouve le nom de l'ultime adversaire.

### En double
| Année | Open d'Australie | Open d'Australie | Internationaux de France                                                         | Internationaux de France | Wimbledon | Wimbledon | US Open | US Open |
| ----- | ---------------- | ---------------- | -------------------------------------------------------------------------------- | ------------------------ | --------- | --------- | ------- | ------- |
| 2014  | —                | —                | 1er tour (1/32) T. Lamasine \|\| style="text-align:left;" \| A. Golubev S. Groth | —                        | —         | —         | —       |         |

N.B. : le nom du ou de la partenaire se trouve sous le résultat ; le nom des ultimes adversaires se trouve à droite.